# チン州
チン州（チンしゅう; ビルマ語: ချင်းပြည်နယ်、ALA-LC翻字法: Khyaṅʻ" praññʻ nayʻ、IPA: [t͡ɕʰím pjì nɛ̀] チン・ピーネー）はミャンマー西部にある州である。東はザガイン地方域とマグウェ地方域、南はラカイン州、南西はバングラデシュ、西はインドのミゾラム州、北はマニプール州に接している。人口は2014年の国勢調査で約478,801人である。 州都はハカである。同州は山岳地帯であり、交通の便は良くない。チン州はミャンマー国内でも人口が少なく、最も開発が遅れている地域の１つとされている。

## 歴史
1896年にMindatとKanpetletは英領ビルマのPakokku Hill Tracts Districtの管轄となり、後にチン丘陵地帯となった。Paletwaタウンシップのみが英領ビルマのArakan Hill Tracts Districtの一部となった。
1948年、アラカン州から分離し、ファラムを州都として Chin Hills Special Division となった。
1974年、州都をハカに移し、チン州が成立した。

## 地理
ミャンマーの西部に位置し、ザガイン地方域、マグウェ地方域、ラカイン州、インド（マニプル州、ミゾラム州）、バングラデシュのチッタゴン管区と接している。
チン州には9つの郡がある。ハカ郡、タンタラン、ファラム、ティディム、トンザン、マトゥピ、ミンダッ、カンペトレッ、パレッワである。

## 言語と民族
国営ラジオ放送はチン語の番組を放送しているが、その言語はファラム・チン語であり、ティディムやミンダッなどの他のチン州の都市で暮らすチン族にとっては理解が難しいのが現状である。
チン州には53の異なる部族と言語が存在する。

## 行政区画
- ファラム県（英語版）（北部）
  - ファラム郡区（英語版） - （ファラム（英語版））
  - テディム郡区（英語版） - （Tedim）
  - トンザン郡区（英語版） - （Ton Zang）
- ハカ県（英語版）
  - ハカ郡区（英語版） - (ハカ)
  - サントラン郡区（英語版） - （サントラン（英語版））
- ミンダ県（英語版）（南部） 外国人立入り禁止特別区。国防省より特別入管許可書を事前に取得する必要有り。
  - カンペトレト郡区（英語版） - （Kanpetlet）
  - マチュピ郡区（英語版） - （Matupi）
  - ミンダ郡区（英語版） - （Mindat）
  - パレッワ郡区（英語版） - （パレッワ（英語版））